# 刀工

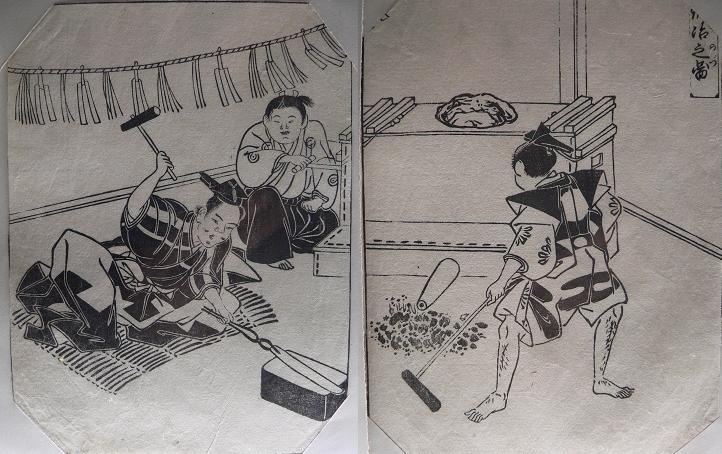
刀鍛冶

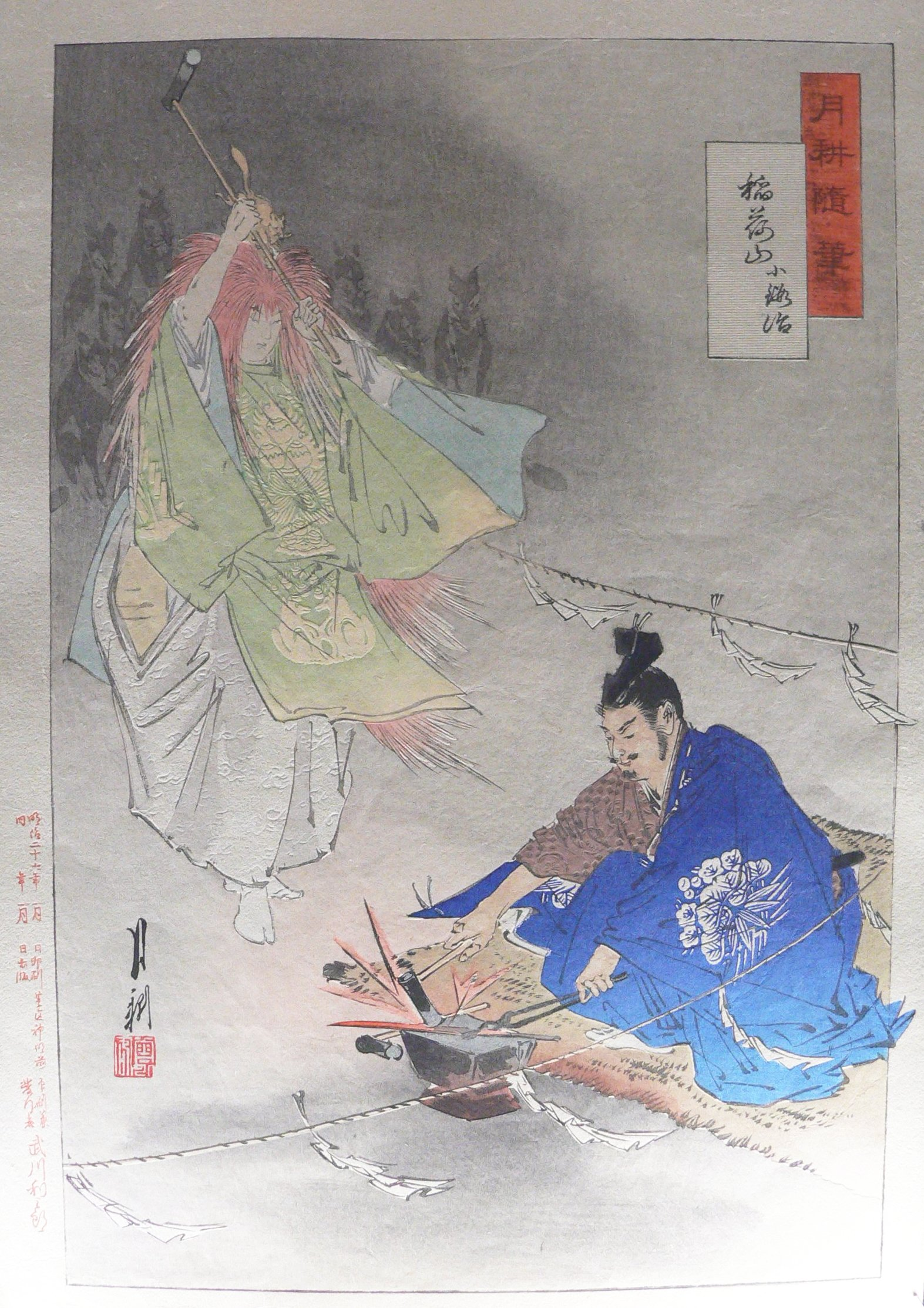
『月耕随筆 稲荷山小鍛治』尾形月耕。三条宗近が稲荷明神の化身とともに作刀する謡曲「小鍛冶」を題材としたもの

刀工（とうこう）は、刀剣、特に日本刀を作る職人のことである。鍛冶の技術を用いる事から、鍛人（かぬち）、鍛師（かなち）、刀鍛冶（かたなかじ）、刀匠（とうしょう）、刀師（かたなし）などとも呼ばれる。統括団体である一般社団法人『全日本刀匠会』では、会名である刀匠と刀鍛冶を使用している。本ページでは刀工に統一する。
刀剣を製造（鍛造）することを鍛刀（たんとう）といい、鍛刀される場所・地域を鍛刀地（たんとうち）という。
また、鍛刀地および鍛刀技術や特徴を同じくするものを刀派（とうは）、流派（りゅうは）、刀工群（とうこうぐん）、刀工集団（とうこうしゅうだん）と呼ぶ。

## 鍛刀

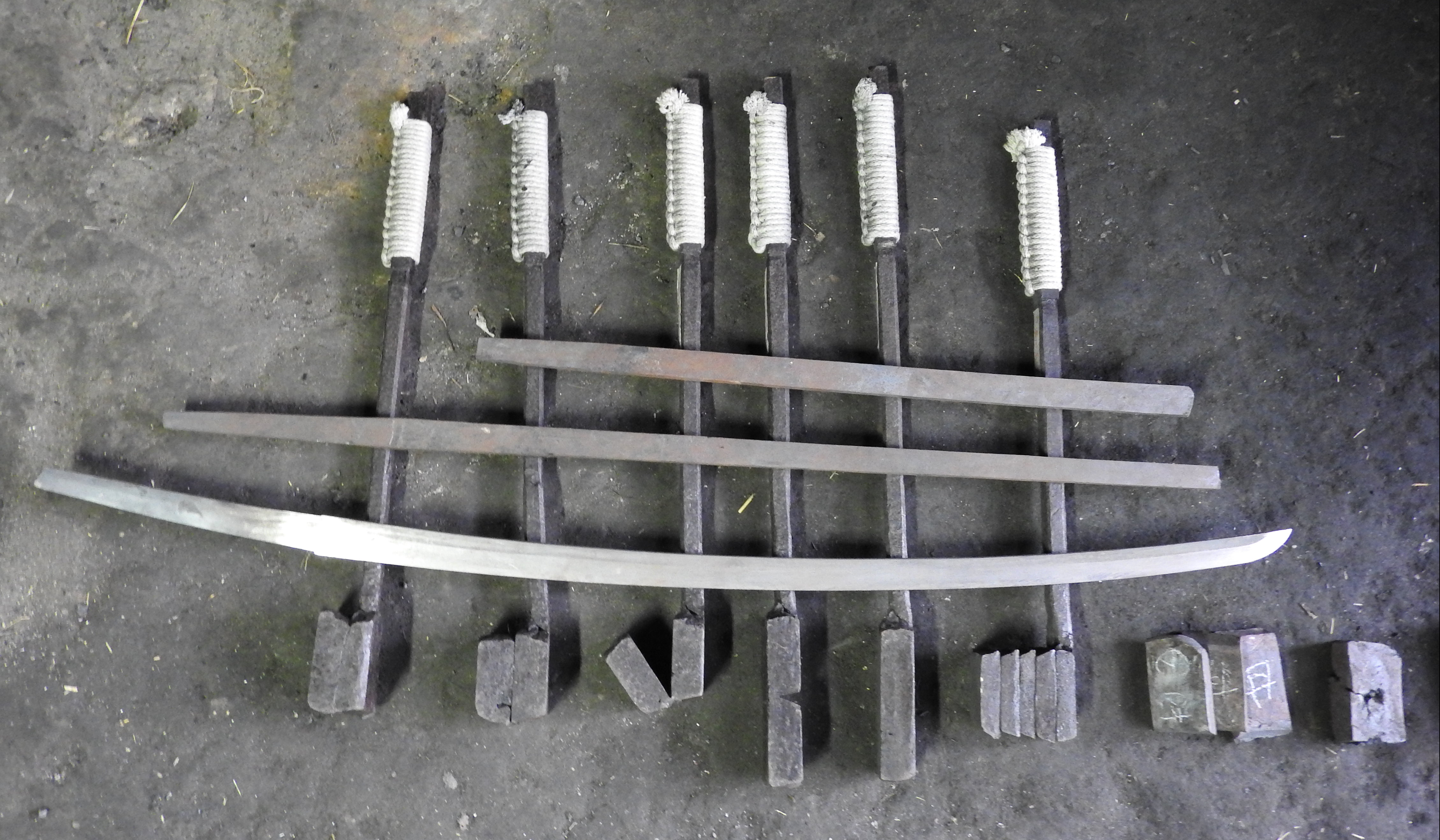
日本刀の作り方の段階

日本刀を作るには数段階あり、それぞれの段階の職人がいる。
1. 鉱山師 - 鉱物を掘り出す
2. 鉄穴師（かんなじ） - 砂鉄を採集し砂と分ける
3. タタラ師 - たたら吹きの一種たたら製鉄し砂鉄を溶かす
4. 山子 - 炉の火のための炭を焼く
5. 刀鍛冶 - 鉄を製品に加工する（ここでは、鉄の塊を鍛造し日本刀にする）
6. 彫師 - 刀に梵字や装飾図を彫る[注 2]
7. 鞘師 - 刀にあわせて、鞘を作る
8. 研師 - できあがった刀を研ぐ

広義には上記全てが刀工とも言えるが、本項では主に刀鍛冶（職人以外を含む）について述べる。

## 歴史と主な刀派
日本刀は、慶長以前を古刀期、以降を新刀期に分けられる。また、刀工の流派（刀派）で記載するのが一般的である。五箇伝（ごかでん）と呼ばれる5大刀工流派があり、令制国の大和国・山城国・備前国・相模国・美濃国を発祥とし、それぞれ大和伝、山城伝、備前伝、相州伝、美濃伝といい、さらにそれぞれの流派が小分類されている。これらを系統づけたのは、代々足利将軍家に使えた研師で、豊臣秀吉以後は刀の鑑定も務めた本阿弥家であり、最終的に本阿弥光遜がまとめ上げた。五箇伝の刀工数は、備前4005、美濃1269、大和1025、山城847、相州438であった。ここでは、五箇伝のうちの主な刀派と国宝、重要文化財に指定されている代表的な刀匠を中心に記載する。

### 古刀期

#### 上古
古事記や日本書紀などに記録されている神代（かみよ）から奈良時代（延暦24（805年）まで。
祖神：天目一箇神
刀匠の祖神は『日本書紀』に高皇産霊神が大物主神に詔した段にみられる天目一箇神。
『古事記』天岩戸の段で、思金神に呼ばれた鍛人天津麻羅（あまつまら）と同一神との説もあるが、天叢雲剣を天照皇大神のために造ったと伝承されている。この剣は人皇第12代景行天皇の皇子日本武尊の草薙剣で、熱田神宮の御神体として伝来されている。
倭鍛部（やまとかぢべ）の天津真浦（あまつまうら）
『日本書紀』綏靖天皇記に鹿を射る鏃（やじり）を作らせる記事があり、職制としての鍛冶が伺われる。
太刀佩部の川上部（かはかみのとも）
『日本書紀』垂仁天皇記に、五十瓊敷命（いそたましきのみこと）は太刀佩部の川上部（かわかみのとも）に千振の剣を作らせた。
韓鍛（からかぬち）の卓素（たくそ）
『古事記』応神天皇記によると、百済の照古王（近肖古王か）が和邇吉師に鍛冶（韓鍛（からかぬち））の卓素を献上した。
近肖古王は七支刀を神功皇后時代に献上している。
天国 (人物)
銘尽には、大宝年中に作刀し銘を切るとある。同書には、次の順序で神代の鍛冶を記載している。藤戸（神武天皇御剣）、国重（宇佐明神）、天国（村雲剣）、天藤（春日大明神）、海中（龍王）など。

#### 平安時代
大同元年（806年）から寿永2年（1183年）まで。
坂上田村麻呂の蝦夷征伐、藤原秀郷、平高望、源経基ら武士の台頭、僧兵、承平天慶の乱、治承・寿永の乱（源平合戦）などの時代背景から、彎刀形で芯鉄（しんがね）を入れた鍛刀による強靭でしなやか、かつ信仰の対象ともなる日本刀の誕生はこの頃であるといわれている。「小烏丸」（御物）は平貞盛が平将門の乱を天慶3年（940年）に平定した褒賞の刀と伝承されており、鍛造の特徴から、平安時代中期頃の大和鍛冶の作と見られている。製鉄技術は当時貴重であり、租税として製鉄品が朝廷や寺社が取り立てており、自然と刀工の活躍地域は近畿地方、もしくは製鉄の産地から始まった。最も古いと見られているのは大和国に興った「大和伝」で、続いて「山城伝」、「備前伝」が興ったと見られている。この3伝法が今日に至るまでの刀剣製作の基本的な技法となる。特に大和伝は、奈良時代より奈良を中心に各地の寺社領へと広まったため、その影響下にある刀工は多い。（相州伝、美濃伝は上述3伝法を発展させて誕生した）
各地の伝法、流派、著名刀工
- 大和伝 - 大和国（古千手院派・行信、重弘）。西国等（豊前国の神息、豊後国の僧定秀、行平、薩摩国の（波平派）行安、安行）、陸奥（みちのく）等（陸奥国の寶寿、舞草、出羽国の月山等）。
- 山城伝 - 山城国（三条派・宗近、五条派・国永、兼永）
- 備前伝 - 備前国（古備前派・友成、正恒、包平）
- その他 - 伯耆国の安綱、安家、真守、国宗。備中国（古青江派の正恒、貞次、恒次）。

#### 鎌倉時代

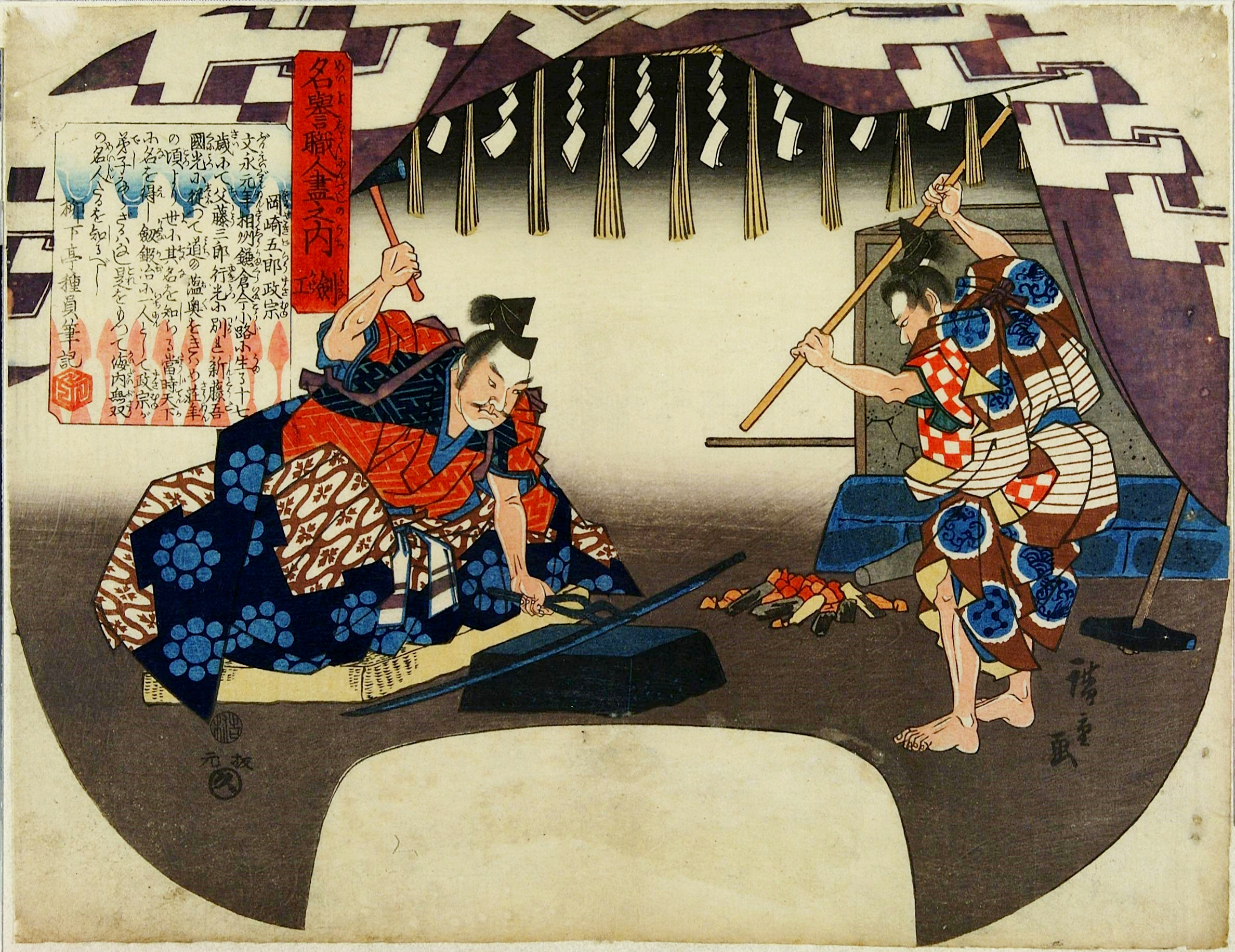
五郎正宗、刀鍛冶（浮世絵）。

元暦元年（1184年）から元弘3年（1333年）まで。
鎌倉幕府が相州鎌倉の地で興り、京都中心の前政治体制から大きく転換。前時代から萌芽の見られた武家社会が本格的に始まった。依然として製鉄産地での刀剣製作が主流であったが、鎌倉の地にても刀剣製作が始まった。幕府が各地の著名工を集ったと伝わり、備前から福岡一文字の助真、備前三郎国宗。京都から粟田口藤六左近国綱、新藤五国光が赴いた。
鎌倉で刀剣研究が行われる一方、承久の乱を引き起こした後鳥羽上皇は自らも作刀し、天皇家に遣える武家に太刀を与えた。これは「御番鍛冶制度」と呼ばれ、月替わりで、京、備前、備中等の著名刀工を招いた。茎に十六葉の菊紋が彫ってあることから「菊御作」と呼ばれる。
承久の乱後、蒙古襲来（元寇）があり、大鎧対抗を前提とした重厚な刀剣の姿から反省を生かし、今までの刀剣の姿に改良が加えられつつ、南北朝時代を迎えることとなる。鎌倉で作刀が始まったとは言え鎌倉時代の主力産地は備前であり、鎌倉で新たに興った「相州伝」は次の時代にその特徴が全国へ広まることとなる。
主な流派
- 山城伝 - 山城国（粟田口派の則国、国友、久国、国吉、吉光、国安、国綱。綾小路派の定利、守利。来派の国行、国俊、国光、光包、了戒）。肥後国（延寿派の国村、国資、国時）
- 備前伝 - 福岡一文字派諸工（例：則宗、吉房、助真）。吉岡一文字派諸工。長船派の光忠、長光、景光。畠田派の守家、真守。鵜飼派（宇甘派、雲類）の雲生、雲次、雲重。
- 大和伝 - 大和国（千手院派の龍門延吉。当麻派の国行、有俊。手掻派の包永。尻縣派の則弘、保昌派の貞吉、貞宗）。備後国の古三原派、二王派。越中国の宇多派。その他は前時代の門跡を継ぐ（著名刀工に、筑前国の西蓮、実阿がいる）。
- 相州伝 - 相模国（新藤五国光、国廣、藤三郎行光、正宗）。越中国の則重
- その他 - 備中国（中青江派の貞次、為次、康次、吉次、次吉）

#### 南北朝時代
建武元年（1334年）から明徳4年（1393年）まで。
後醍醐天皇の建武の新政は足利尊氏の離叛で南北朝の争乱として60年続く。刀剣は勇壮で実用的な相州伝が全国へ普及した時代でもある。
主な流派
- 山城国（了戒と相州伝系：信国と信国派、相州伝系：長谷部国重と長谷部派。三条派：吉則）
- 大和国（手掻派：包次、尻縣派：則長、保昌派）
- 摂津国（来国長と中島来派）
- 相模国（相州伝：貞宗、廣光、秋広）
- 美濃国（志津派：兼氏、金重派:金重）
- 越前国（千代鶴派）
- 備前国（長船派：兼光、長義、鵜飼派、盛景と大宮派）
- 備中国（貞次 (後代)と青江派）
- 備後国（三原正家と三原派）
- 周防国（清綱とニ王派）
- 筑前国（左衛門三郎安吉と左文字派、金剛兵衛盛高と金剛兵衛派）
- 豊後国（高田友行と高田派）
- 肥後国（延寿派：国時）
- 薩摩国（波平行安と波平派）
- 土佐国（吉光）

#### 室町時代
刀剣史では前期を応永元年（1394年）から文正2年（1467年）まで、後期を応仁の乱（応仁元年（1467年）から文禄4年（1595年）までを戦国時代としている。
南北朝の戦乱が終わり平和な時代が始まり、御番鍛冶様式の優美な作が増える。偑刀（はいとう）方法が変わり、刀と脇指（わきざし）の二本を指すようになった。また、備前伝が全国へ普及した時代である。
主な流派
- 山城国（京信国派：応永信国、三条派：三条吉則、平安城派：平安城長吉）
- 大和国（尻縣派：包吉、手掻派：包吉、金房派（かなぼうは）：正重）
- 出羽国（月山派）
- 相模国（相州伝：正広、広正）
- 美濃国（直江志津派：兼友、善定兼吉と善定派）
- 加賀国（友重と藤島派）
- 越後国（安信と山村派）
- 越中国（国宗と宇田派）
- 豊後国（高田派：高田長盛、了戒能真と了戒派）
- 筑後国（家永と大石左派）
- 肥前国（盛広と平戸左派）

#### 戦国時代
応仁の乱（応仁元年（1467年）から文禄4年（1595年）まで。
京鍛冶は応仁の乱により地方へ移住。注文刀とは別に、応仁の乱と対明貿易により大量の刀剣が必要となり数打ち物という粗製濫造刀も出現した。後期には伝統古法の技術の衰微ともなった。
主な流派
- 山城国（三条派、平安城派、鞍馬派）
- 伊勢国（村正と千子派：正重、正真、正利）
- 美濃国（兼定派、孫六派）
- 駿河国（島田派）
- 相模国（相州伝：綱広）
- 武蔵国（下原鍛冶）
- 若狭国（小浜派）
- 加賀国（藤島派）
- 備前国（長船派：勝光、宗光））
- 備中国（水田派。新刀期に大与五国重派、河野派に分かれ、「女国重」の銘を持つ女性刀工も生んだ）
- 備後国（三原派、法華系、長房派）
- 伯耆国（広賀派）
- 土佐国（吉光派）
- 阿波国（海部派）
- 豊前国（宇佐信国派）
- 豊後国（高田派、筑紫了戒派）
- 肥後国（同田貫派）
- 薩摩国（末波平）

### 新刀期
慶長元年（1596年）から現在まで）。さらに安永以降を新々刀、大正以降を現代刀と細分している。

#### 江戸時代前期〜中期
織田信長、豊臣秀吉、徳川家康等が刀剣を政策的に利用したことで刀工の地位が上がった。また運輸交通の発達による砂鉄の確保、南蛮鉄の利用などにより、鍛刀法が変化した。埋忠明寿は古三条宗近の末孫を名乗り、綺麗な地鉄による作刀を行ったため、『校正古今鍛冶銘早見出』で新刀の祖と呼ばれている。
その後、寛文新刀の時代を経るが、その後、元禄時代（1688年〜1703年）では最も衰微した時代となるが、徳川吉宗が享保6年（1721年）、全国から名工を集め鍛刀させ、一平安代、主水正正清、信国重包に一つ葵紋を許可し、尚武を推進し、次の新々刀期へむかう。
主な流派
- 山城国（埋忠明寿と埋忠派、堀川国広と堀川派）、伊賀守金道と三品派）
- 摂津国（津田助広と津田派、和泉守国貞派：井上真改）
- 紀伊国（南紀重国と重国派）
- 武蔵国（長曽禰虎徹、野田繁慶と野田派）
- 陸前国（山城大掾国包と国包派）
- 筑前国（信国吉貞と筑前信国派）
- 肥前国（初代忠吉と近江大掾忠広：陸奥守忠吉））（河内大掾藤原正廣）
- 薩摩国（氏房派：主水正正清、波平派：大和守安行、一平安代）

#### 新々刀期
安永（1772年）期から明治末期（1912年）頃までをいう。新々刀の祖水心子正秀は南北朝を理想とし古伝模倣を推奨し、復古刀全盛となった。また、幕末の世情により刀剣の需要も増えたため、刀工も増加した、しかし、明治9年（1876年）の廃刀令で刀工が激減した。しかし、廃刀令には軍人の軍刀は認められており、また、明治天皇が刀剣に趣味があり、帝室技芸員に月山貞一（初代）および宮本包則が選ばれるなど鍛刀技術の保護育成もあった。
主な刀工
- 山城伝（山城国：南海太郎朝尊）
- 備前伝（羽前国：水心子正秀、大慶直胤、摂津国：月山貞吉）
- 相州伝（源清麿と清麿派：栗原信秀）、（十代綱広）、土佐国：左行秀）
- 筑前国:左文字派
- 薩摩国（伊地知正幸、奥元平）

#### 現代刀
昭和6年（1931年）の満州事変以降、軍刀需要が増加し、昭和8年（1933年）、栗原彦三郎（昭秀）の日本刀鍛錬伝習所、同年靖国神社に日本刀鍛錬会が設立され、刀工養成に力がそそがれた。
昭和20年の終戦で武装解除としてGHQは赤羽に数十万口の刀剣類を没収（赤羽刀としてあったが、平成7年（1995年）には法律により関連の美術館。博物館で展示されている）、刀剣の制作も禁止した。その後関係者の努力で、昭和29年（1954年）に、第一回新作刀展が開催されるなど、伝統的刀工を育成・増加させる試みがなされた。
現代では美術品として扱われるため、刀工は武器職人ではなく芸術家（工芸家）とみなされているが、真剣は武器にもなり得るため国家資格が必要となる（後述）。
重要無形文化財保持者
- 高橋貞次
- 宮入行平
- 月山貞一
- 隅谷正峯
- 天田昭次
- 大隅俊平

## 現状
刀工になるには『全日本刀匠会』の刀匠資格を有する刀工の元で5年以上研修し、実地試験として文化庁が主催する『美術刀剣刀匠技術保存研修会』を修了する必要がある（受験は4年目から可能）。ただし、現代では刀の需要が少ないことから多くの刀工は経済的に苦しく、弟子を採ることに消極的な者が多いため、紹介者に頼らないと入門先を探すのも難しいという。
従来は志望者が自ら探していたが連絡先が見つからず『全日本刀匠会』への問い合わせが多くなったため、志望者向けの研修会を開催して対応するようになった。志望者向けの研修会では刀工の体験や修業中の者から話を聞くなどし、希望者はさらに刀工の元で体験入門も出来る。なお年齢や金属加工の経験などは問われないが、刀工の真鍋純平は高卒の18～20歳が適しており、25歳が上限ではないかとしている。
刀匠資格は国家資格であり資格がない者は刀を作れないが、刀工は個人事業主であるため研修中は無給で、国家試験は8日間の実技、独立開業には1千万円ほど必要になるなどハードルが高く、研修を続けられない者が多い。このため1989年に300人いた刀工は2017年には188人に減少している。また購入者の開拓も必要であるとされる。『全日本刀匠会』では後継者の育成事業として、指導者の下で修業中の者に木炭を支給していたが、2020年からは文化庁文化財研修事業となり、玉鋼も支給されるようなった。しかし練習用として支給しているため販売は出来ず、完成後に切断するか工具への加工が必要となる。
日本製鋼所室蘭製作所では鍛刀技術の継承を目的として敷地内に『瑞泉鍛刀所』を設置し、刀工を社員として抱えている。
刀工資格は日本の制度であるため、海外では資格を持たない刀剣職人（ブレイドスミス）が日本刀の製法を取り入れた模造刀を製造している。コールドスチールではダマスカス鋼など炭素鋼を使った日本刀風の刀剣を販売している。
重要無形文化財保持者（人間国宝）は、1997年に大隅俊平と天田昭次が認定されたのを最後に、その後認定者はおらず、また2013年の天田昭次を最後に存命者もいなくなった。2022年現在、現代刀工の中で最高位に位置付けられている無鑑査刀工は39名、うち存命者は30名前後である。無鑑査は2000年代以降では平均して3、4年おきに1名ないし数名が認定を受けている。

## 逸話・伝説

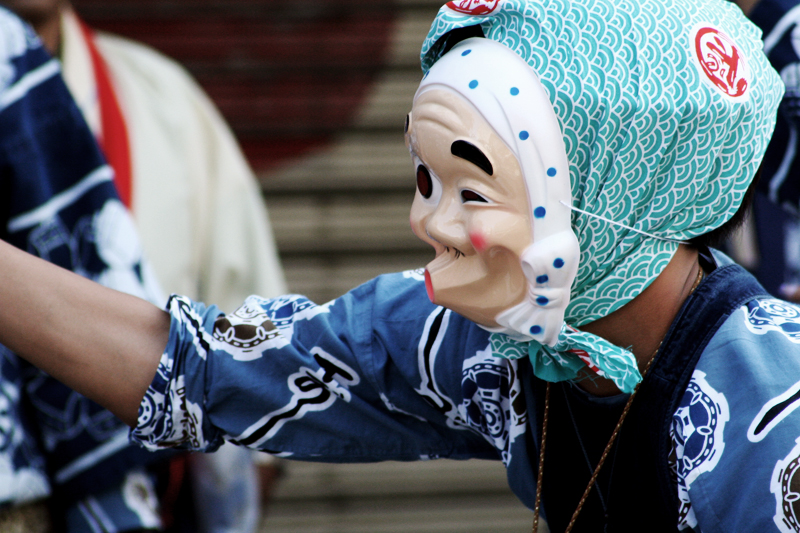
火男

鉄の塊から鋭利な刃物を作る技術者である彼らは、しばしば神秘的な存在としてみられた。たとえば、正宗には「刀の切れ味を決める焼き入れの際の水の温度を知ろうとして水に手を触れた弟子の手を斬って落とした」、小鍛冶宗近の「小狐丸」には稲荷大明神の化身が作刀を手伝ったなどの逸話がある。他にも伝説上の刀工「天国」は日本刀剣の祖とされ、平家重代の宝刀「小烏丸」や江戸亀戸天神の宝剣も天国の作といわれる。特に後者は「一度鞘から抜き放てば必ず豪雨を呼ぶ」という逸話も残されている。
また、日本の古い物語上で土蜘蛛あるいは鬼といった妖怪として退治されていった者たちは、この製鉄に関わる者たちであったという説もある（沢史生説）。信仰のなかに火男がおり、天目一箇神や一つ目小僧、産婆との関係も論じられている。